# 리쿠젠요코야마역
리쿠젠요코야마역(일본어: 陸前横山駅)은 일본 미야기현 도메시에 위치한 동일본 여객철도 게센누마 선의 철도역이다. 단선 승강장 1면 1선의 구조를 갖춘 지상역이며, 2011년 3월에 일어난 동일본 대지진의 여파로 현재는 BRT로 대체 운행되고 있다.

## 이용 현황
| 연도     | 1일 평균 | 연도     | 1일 평균 |
| 2013년도 | 4        | 2014년도 | 2        |
| -------- | -------- | -------- | -------- |

## 역 주변
- 국도 제45호선
- 도메 시청 쓰야마 출장소 요코야마 지소

## 역사
- 1977년 12월 11일 : 일본국유철도 게센누마 선의 역으로서 개업.
- 1987년 4월 1일 : 일본국유철도 분할 민영화에 의해, 동일본 여객철도가 승계.
- 2011년 3월 11일 : 동일본 대지진에 의해 영업 중단.
- 2012년 8월 20일 : BRT로 임시 복구. 역은 국도 위에 이설.

## 인접 역
| 게센누마 선            | 게센누마 선   | 게센누마 선                |
| ---------------------- | ------------- | -------------------------- |
| 야나이즈 마에야치 방면 | ■ 게센누마 선 | 리쿠젠토구라 게센누마 방면 |